# Федерация зелёных
Федерация зелёных (итал. Federazione dei Verdi) — итальянская левоцентристская партия, существовавшая в 1990—2021 годах. Отстаивала программу, основанную на лозунгах защиты окружающей среды и пацифизме.

## История
16 ноября 1986 года основана Федерация зелёных списков, объединившая в одну организационную структуру все политические объединения, выступавшие на выборах под лозунгами защиты окружающей среды. 9 декабря 1990 года, в третий день работы федеральной ассамблеи этого движения в Кастрокаро-Терме-э-Терра-дель-Соле, было принято решение об объединении с партией «Зелёные-Радуга» (иногда эту последнюю также называли Sole che ride, то есть «Смеющееся Солнце», из-за используемой эмблемы) и принятии наименования Федерация зелёных. Отсчёт национальных ассамблей движения впоследствии по-прежнему вёлся с 1984 года, когда начинался процесс объединения «зелёных».
В 1992 году список Федерации зелёных набрал 2,79 % голосов избирателей на выборах в Палату депутатов, получив 16 мест, и 3,08 % — на выборах в Сенат, где ей досталось 4 места.
3 июля 1995 года значительный общественный резонанс был вызван самоубийством одного из основателей Федерации зелёных списков и одного из наиболее ярких лидеров «зелёного» движения Европы Александра Лангера.
В 1995 году Федерация вошла в коалицию «Оливковое дерево», которая сформировала действовавшие в 1996—2001 годах левоцентристские правительства под председательством Романо Проди (1996—1998), Массимо Д’Алема (1998—2000) и Джулиано Амато (2000—2001).
В 2005 году «зелёные» вошли в левоцентристскую коалицию «Союз» (и, в её составе, в избирательный блок с Партией итальянских коммунистов «Вместе с Союзом»), которая одержала победу на региональных выборах 2005 года, а после победоносных парламентских выборов 2006 года лидер коалиции Романо Проди возглавил своё второе правительство, просуществовавшее до политического кризиса 2008 года.
16 марта 2009 года в преддверии выборов в Европейский парламент ФЗ присоединилась к коалиции «Левые и свобода» (Sinistra e libertà), в которую также вошла воссозданная Итальянская социалистическая партия, Демократические левые, выходцы из Партии коммунистического возрождения и другие. На выборах 7 июня 2009 года список получил 3,13 % голосов, оставшись без мест в Европарламенте, к концу 2009 года «зелёные» и социалисты коалицию покинули, а остальные создали партию «Левые Экология Свобода».
В конце 2012 года «зелёные» вошли в коалицию «Гражданская революция», создание которой провозгласил 29 декабря 2012 года бывший прокурор Палермо Антонио Ингройа. На парламентские выборы 24 февраля 2013 года коалиция пошла единым списком, без разбивки по партиям, и набрала только 2,25 % голосов при голосовании в Палату депутатов и 1,8 % — при голосовании в Сенат, оставшись без мест в обеих палатах парламента.
В 2015 году в Федерацию зелёных вступили сенаторы Бартоломео Пепе и Паола Де Пин, избранные по спискам Движения пяти звёзд.
14 декабря 2017 года зелёные вместе с социалистами, последователями Романо Проди, выходцами из партии «Левые Экология Свобода» и другими сформировали предвыборный список «Вместе — Италия и Европа».
4 марта 2018 года блок пошёл на очередные парламентские выборы в составе левоцентристской коалиции, возглавляемой Демократической партией, и получил по пропорциональной системе поддержку около 0,5 % избирателей (только по одномандатным округам удалось провести по одному человеку в каждую из палат парламента).
10—11 июля 2021 года в Кьянчано-Терме состоялся учредительный съезд новой экологической партии «Зелёная Европа», в состав которой влилась Федерация зелёных.

## Руководство
Изначально движение «зелёных» отличалось коллективным руководством, только в 1992 году на XVI национальной ассамблее впервые был избран полномочный представитель (Portavoce). В 2000 году была введена должность председателя, в 2008 году восстановлен институт полномочных представителей.
В 2015 году на XXXIII ассамблее в Кьянчано-Терме вновь был избран полномочный представитель — комик Джоббе Коватта, одновременно обновлён состав руководящих органов — Исполнительного комитета (l’Esecutivo) и Национального федерального совета (Consiglio Federale Nazionale).
Полномочные представители (Portavoce)
- Карло Рипа ди Меана (it:Carlo Ripa di Meana, 21 марта 1993 — 24 ноября 1996)
- Луиджи Манкони (it:Luigi Manconi, 24 ноября 1996 — 25 июля 1999)

Председатели Федерального совета (Presidenti del Consiglio Federale)
- Франко Корлеоне (it:Franco Corleone, 25 апреля 1993 — 11 января 1997)
- Массимо Скалья (it:Massimo Scalia, 11 января 1997 — 25 июля 1999)

Председатели Национальной федерации зелёных (Presidenti della Federazione nazionale dei Verdi)
- Грациа Франческато (it:Grazia Francescato, 25 июля 1999 — 1 декабря 2001
- Альфонсо Пекораро Сканио (it:Alfonso Pecoraro Scanio, 1 декабря 2001 — 19 июля 2008)

Полномочные представители
- Грациа Франческато (it:Grazia Francescato, 19 июля 2008 — 10 октября 2009)
- Анджело Бонелли (it:Angelo Bonelli, 10 октября 2009 — 24 марта 2018)

Национальные координаторы
- Анджело Бонелли (ноябрь 2015 — 24 марта 2018)
- Луана Дзанелла[итал.] (ноябрь — 1 декабря 2018)
- Джанлука Каррабс (24 марта — 1 декабря 2018)
- Анджело Бонелли (10 октября 2009 — 10 июля 2021)

## Результаты выборов
|                    |                    | Получено голосов                                | %                                               | Получено мест |
| ------------------ | ------------------ | ----------------------------------------------- | ----------------------------------------------- | ------------- |
| Выборы 1987        | Палата депутатов   | 969 218                                         | 2,51                                            | 13            |
| Выборы 1987        | Сенат              | 634 182                                         | 1,96                                            | 1             |
| Европарламент 1989 | Европарламент 1989 | 1 316 723                                       | 3,78                                            | 3             |
| Выборы 1992        | Палата депутатов   | 1 093 995                                       | 2,79                                            | 16            |
| Выборы 1992        | Сенат              | 1 022 558                                       | 3,08                                            | 4             |
| Выборы 1994        | Палата депутатов   | 1 047 268                                       | 2,70                                            | 11            |
| Выборы 1994        | Сенат              | по списку «Альянс прогрессистов»                | по списку «Альянс прогрессистов»                | 7             |
| Европарламент 1994 | Европарламент 1994 | 1 047 681                                       | 3,19                                            | 3             |
| Выборы 1996        | Палата депутатов   | 938 665                                         | 2,50                                            | 14            |
| Выборы 1996        | Сенат              | в коалиции Олива                                | в коалиции Олива                                | 14            |
| Европарламент 1999 | Европарламент 1999 | 548 987                                         | 1,75                                            | 2             |
| Выборы 2001        | Палата депутатов   | по списку «Подсолнух»                           | по списку «Подсолнух»                           | 8             |
| Выборы 2001        | Сенат              | в коалиции Олива                                | в коалиции Олива                                | 8             |
| Европарламент 2004 | Европарламент 2004 | 802 502                                         | 2,46                                            | 2             |
| Выборы 2006        | Палата депутатов   | 784 803                                         | 2,06                                            | 15            |
| Выборы 2006        | Сенат              | в коалиции «Союз»                               | в коалиции «Союз»                               | 11            |
| Выборы 2008        | Палата депутатов   | по списку «Левые-Радуга»                        | по списку «Левые-Радуга»                        | 0             |
| Выборы 2008        | Сенат              | по списку «Левые-Радуга»                        | по списку «Левые-Радуга»                        | 0             |
| Европарламент 2009 | Европарламент 2009 | в коалиции «Левые и свобода»                    | в коалиции «Левые и свобода»                    | 0             |
| Выборы 2013        | Палата депутатов   | в списке «Гражданская революция»                | в списке «Гражданская революция»                | 0             |
| Выборы 2013        | Сенат              | в списке «Гражданская революция»                | в списке «Гражданская революция»                | 0             |
| Европарламент 2014 | Европарламент 2014 | в списке «Зелёная Италия — Европейские зелёные» | в списке «Зелёная Италия — Европейские зелёные» | 0             |
| Выборы 2018        | Палата депутатов   | в списке «Италия вместе с Европой»              | в списке «Италия вместе с Европой»              | 0             |
| Выборы 2018        | Сенат              | в списке «Италия вместе с Европой»              | в списке «Италия вместе с Европой»              | 0             |